# Latimer Whipple Ballou
Pour les articles homonymes, voir Ballou.
Latimer Whipple Ballou, né le 1er mars 1812 à Cumberland (Rhode Island) et mort le 9 mai 1900 à Woonsocket (Rhode Island), est un homme politique américain, membre du Parti républicain.

## Biographie
Ballou naît à Cumberland, dans le comté de Providence à Rhode Island. Il fréquente les établissements scolaires de sa ville natale. Il déménage à Cambridge (Massachusetts) en 1828 et suit une formation d'imprimeur à l'University Press. Il participe à la création de Cambridge Press en 1835, puis il poursuit sa carrière d'imprimeur jusqu'à son déménagement à Woonsocket (Rhode Island) en 1842. En 1850, il se reconvertit dans le secteur bancaire. Il prend part à la formation du Parti républicain en 1856. Il est délégué à la Convention nationale républicaine à Philadelphie en 1872.
Ballou représente le deuxième district congressionnel de Rhode Island aux 44e (en), 45e (en) et 46e Congrès des États-Unis (en), du 4 mars 1875 au 3 mars 1881. En revanche, il ne parvient pas à se faire réélire en 1880 (en). Il reprend ensuite ses activités professionnelles jusqu'à son décès à Woonsocket le 9 mai 1900. Il est inhumé à Oak Hill Cemetery.